# Михайло Грушевський (монета 2006)
«Миха́йло Груше́вський» — ювілейна монета номіналом 2 гривні, випущена Національним банком України. Присвячена 140-річчю від дня народження Михайла Сергійовича Грушевського (1866—1934) — провідного діяча національно-культурного і державного відродження України, літературознавця, письменника, соціолога, публіциста, автора ґрунтовного дослідження з історії України.
Монету введено в обіг 27 вересня 2006 року. Вона належить до серії «Видатні особистості України».

## Опис та характеристики монети
| Номінал грн. | Метал      | Маса, грам | Діаметр, мм. | Якість виготовлення       | Гурт     | Тираж, штук |
| ------------ | ---------- | ---------- | ------------ | ------------------------- | -------- | ----------- |
| 2            | нейзильбер | 12,8       | 31           | спеціальний анциркулейтед | рифлений | 45 000      |

### Аверс
На аверсі монети розміщено: угорі — малий Державний Герб України, під яким напис — «НАЦІОНАЛЬНИЙ БАНК/ УКРАЇНИ», по діагоналі зображено фрагменти стилізованого орнаменту, ліворуч — номінал «2 ГРИВНІ/ 2006» та логотип Монетного двору Національного банку України.

### Реверс
На реверсі монети зображено портрет М. С. Грушевського, ліворуч від якого вертикально розміщено напис: «МИХАЙЛО/ ГРУШЕВСЬКИЙ», унизу роки життя: «1866/1934».

## Автори

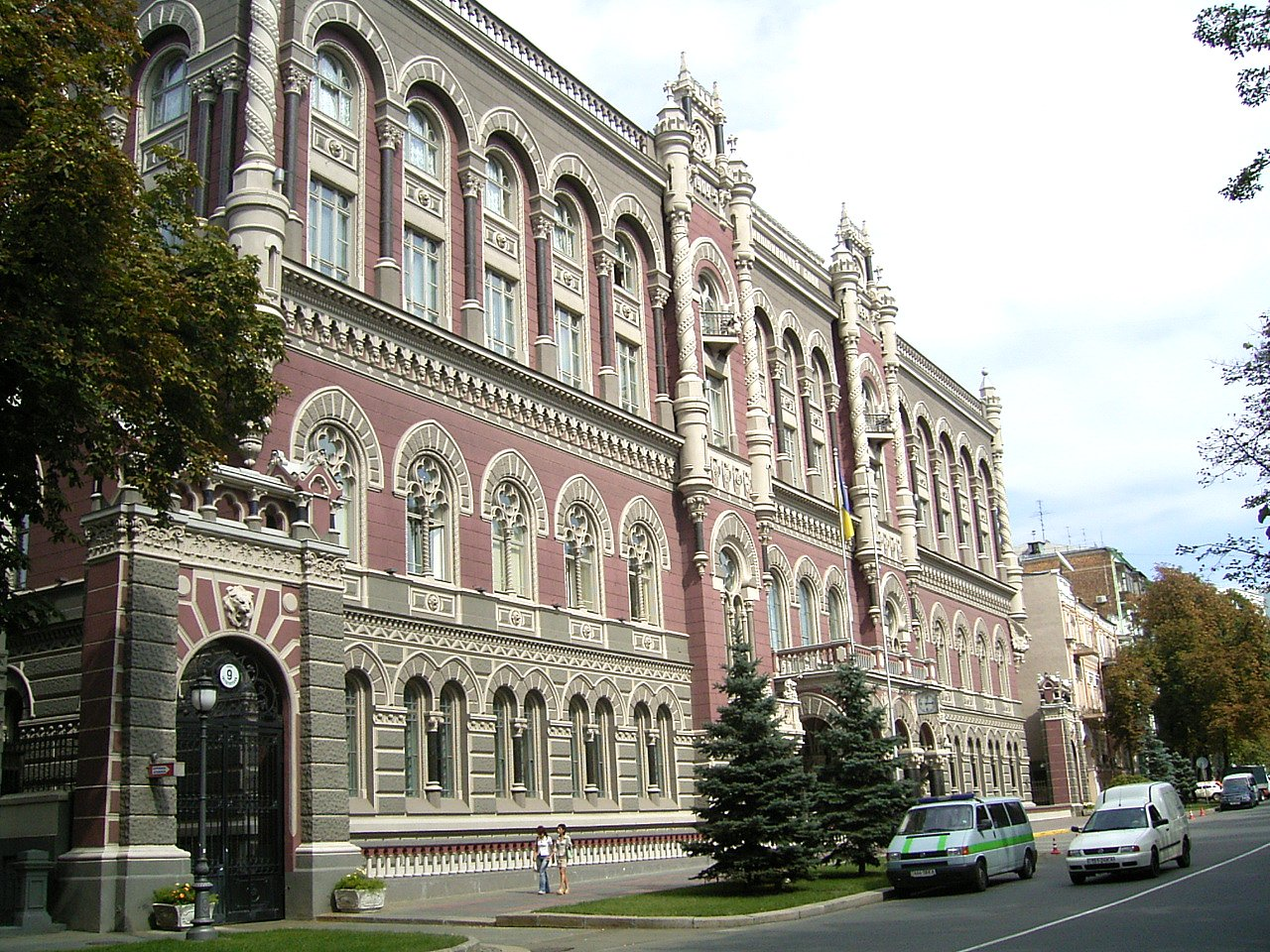
Будівля Національного банку України

- Художники: Таран Володимир, Харук Олександр, Харук Сергій.
- Скульптор — Атаманчук Володимир.

## Вартість монети
Ціна монети — 15 гривень, була зазначена на сайті Національного банку України 2011 року.
Фактична приблизна вартість монети з роками змінювалася так:
| Рік        | 2010 | 2011 | 2012 | 2013 | 2014 | 2015 | 2016 | 2017 | 2018 | 2019 | 2020 | 2021 | 2022 | 2023 | 2024 | 2025 |
| ---------- | ---- | ---- | ---- | ---- | ---- | ---- | ---- | ---- | ---- | ---- | ---- | ---- | ---- | ---- | ---- | ---- |
| Ціна, грн. | 17   | 20   | 20   | 20   | 25   | 30   | 45   | 45   | 55   | 55   | 60   | 65   | 70   | 130  | 160  | 175  |